# China Airlines
China Airlines (chinesisch 中華航空 / 中华航空, Pinyin Zhōnghuá Hángkōng, kurz: 華航 / 华航,  Huáháng) ist eine taiwanische Fluggesellschaft mit Sitz im Stadtbezirk Dayuan von Taoyuan und Basis auf dem Flughafen Taiwan Taoyuan. Sie ist Mitglied der Luftfahrtallianz SkyTeam.

## Geschichte

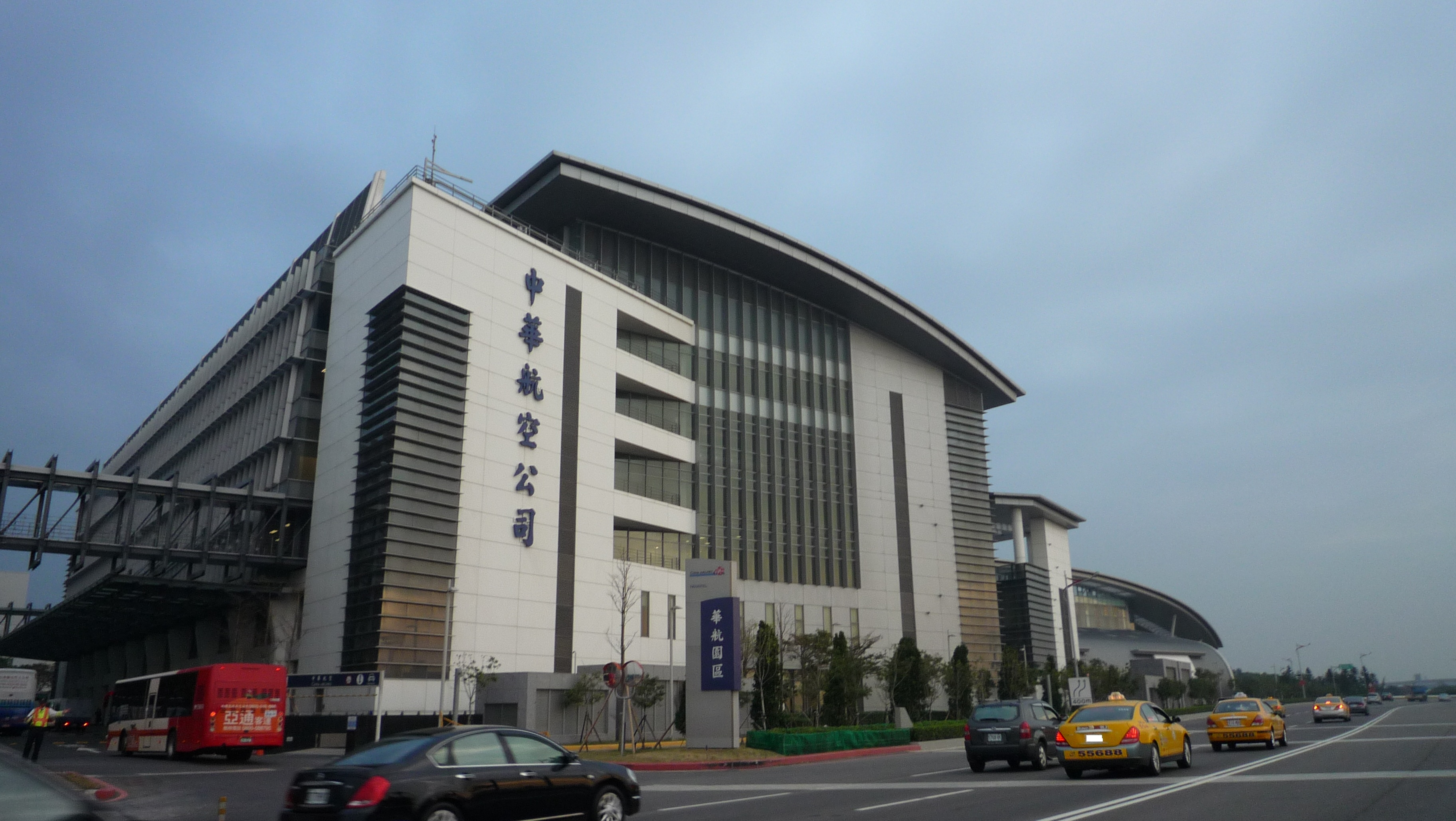
Der Sitz der China Airlines im Bezirk Dayuan

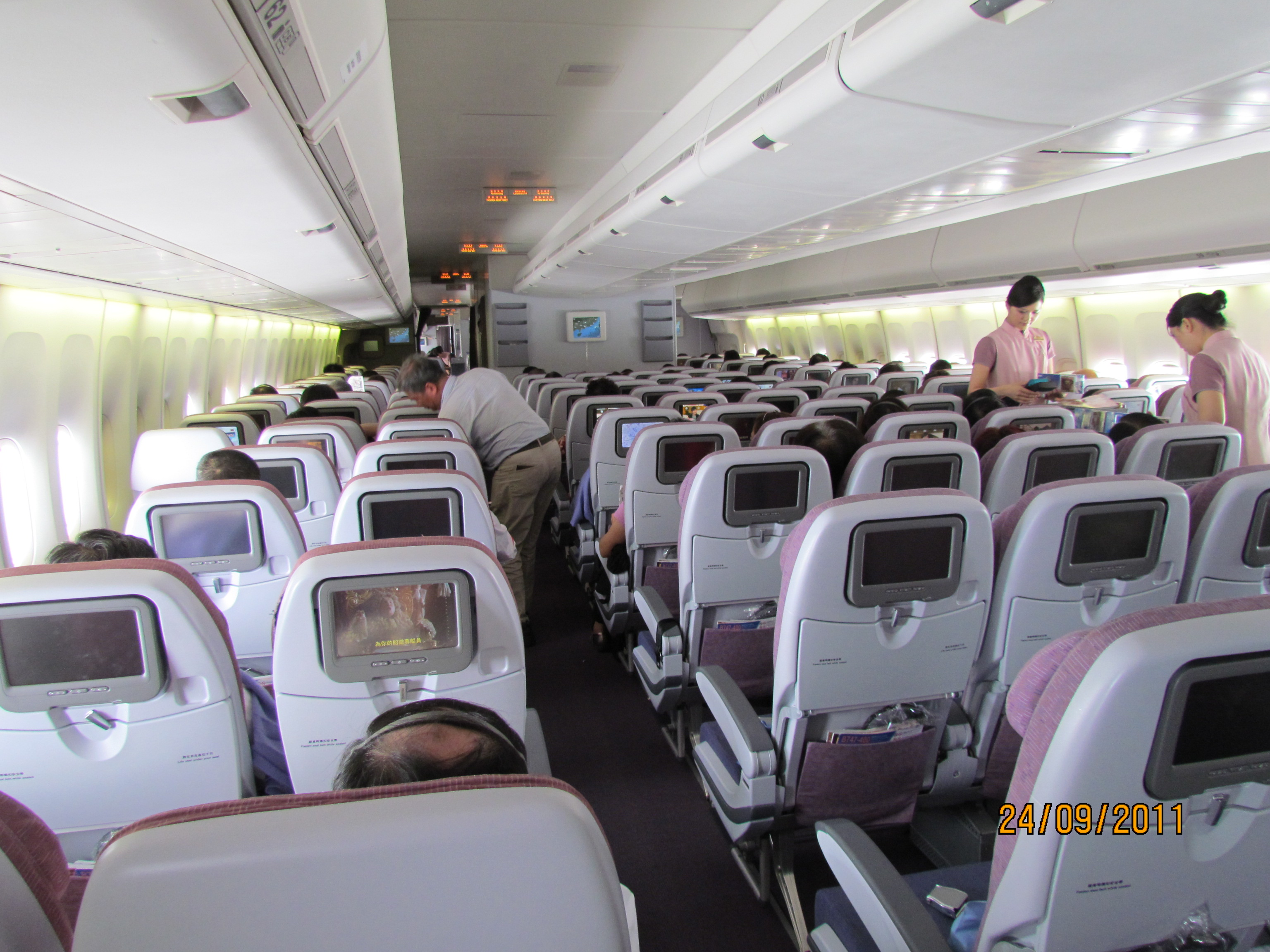
Economy-Klasse an Bord einer Boeing 747-400 der China Airlines

China Airlines wurde am 16. Dezember 1959 mit zunächst 26 Mitarbeitern und drei Flugzeugen in Taipeh gegründet. Die ersten Linienflüge wurden ab 1962 auf einer Inlandsverbindung von Taipeh nach Hualien durchgeführt, 1966 wurde mit Saigon das erste internationale Ziel angeflogen.
Ab 1991 wurde die Gesellschaft privatisiert, seit 1993 ist sie als Aktiengesellschaft an der Börse in Taipeh notiert. 1995 wurde die bis heute genutzte Corporate Identity eingeführt. Ab 1999 wurden die internationalen Passagier- und Frachtdestinationen sukzessive ausgebaut, so wurden beispielsweise Flüge nach Sydney, Delhi und Vancouver aufgenommen.
Am 26. Januar 2003 führte China Airlines im Rahmen eines Charterfluges zum chinesischen Neujahrsfest den ersten direkten Flug von Taiwan (Republik China) in die Volksrepublik China seit 53 Jahren durch. 2005 erhielt die Gesellschaft das IOSA-Sicherheitszertifikat der IATA.
2008 wurden wöchentliche Charterflüge zu mehreren festlandchinesischen Zielen aufgenommen, darunter Peking und Shanghai. Im Jahr 2009 feierte die Gesellschaft ihr 50-jähriges Bestehen.

Im September 2010 wurde bekannt, dass China Airlines in Beitrittsverhandlungen mit der Luftfahrtallianz SkyTeam stand. 

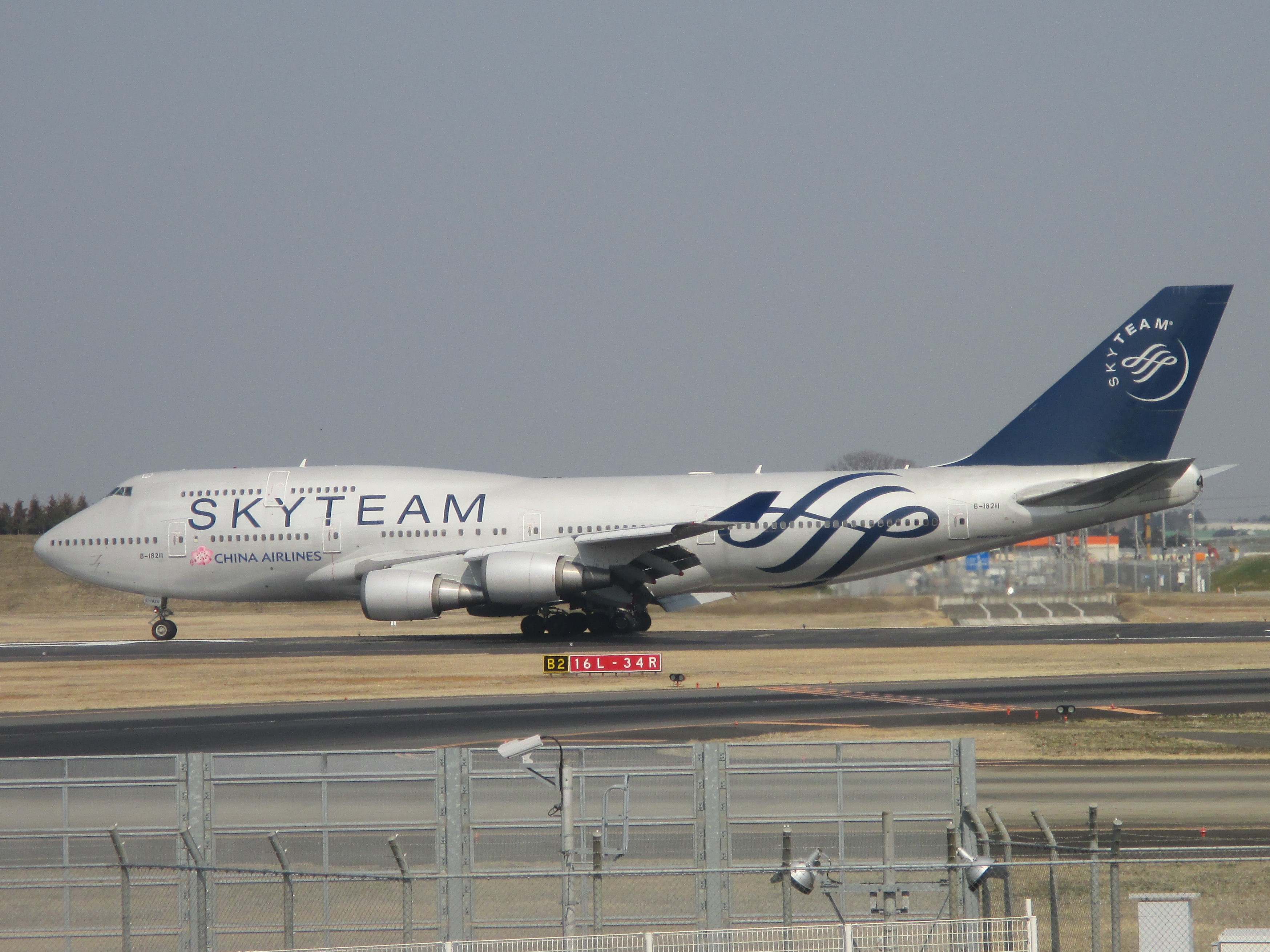
SkyTeam Boeing 747-400

 Die Integration in das Luftfahrtbündnis wurden am 28. September 2011 abgeschlossen, eine Boeing 747-400 mit dem Luftfahrzeugkennzeichen B-18206 wurde mit einer SkyTeam-Sonderbemalung versehen.
Im Dezember 2013 gründete China Airlines gemeinsam mit Tigerair Holdings Singapur die erste Billigfluggesellschaft in Taiwan, Tigerair Taiwan. Die Fluggesellschaft hielt zunächst 90 % der Anteile, übertrug jedoch 10 % auf die Tochtergesellschaft Mandarin Airlines und reduzierte so den eigenen Anteil auf 80 %. Tigerair Holdings hält die restlichen 10 %. Am 24. September 2014 nahm Tigerair Taiwan mit einer Maschine den Flugbetrieb auf, erstes Ziel war Singapur.

## Flugziele

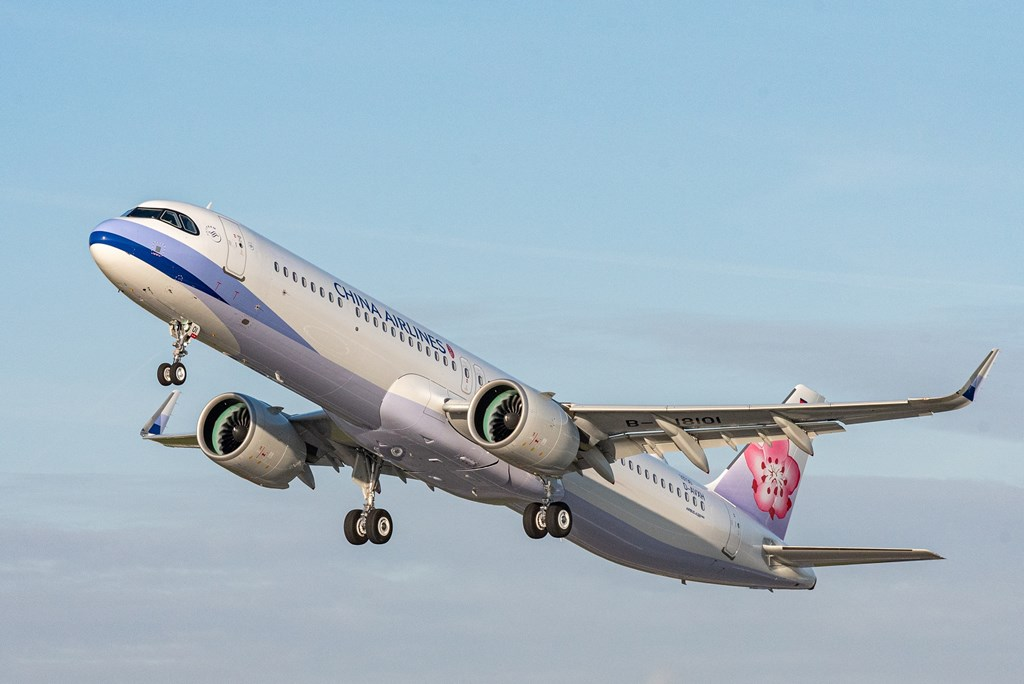
Airbus A321neo der China Airlines, 2023

China Airlines fliegt Ziele in Asien, Europa, Nordamerika und Ozeanien an. Im deutschsprachigen Raum werden Frankfurt und Wien angeflogen.
Codesharing
China Airlines unterhält Codeshare-Abkommen mit folgenden Fluggesellschaften (SkyTeam-Mitglieder sind mit * gekennzeichnet):
- Air Europa*
- Air France*
- Bangkok Airways
- China Eastern*
- China Southern Airlines*
- Czech Airlines*
- Delta Air Lines*
- Garuda Indonesia*
- Hawaiian Airlines
- ITA Airways*
- Japan Airlines
- KLM*
- Korean Air*
- Malaysia Airlines
- Philippine Airlines
- Qantas
- Royal Brunei Airlines
- Shanghai Airlines
- Vietnam Airlines*
- Westjet Airlines
- Xiamen Airlines*

## Flotte

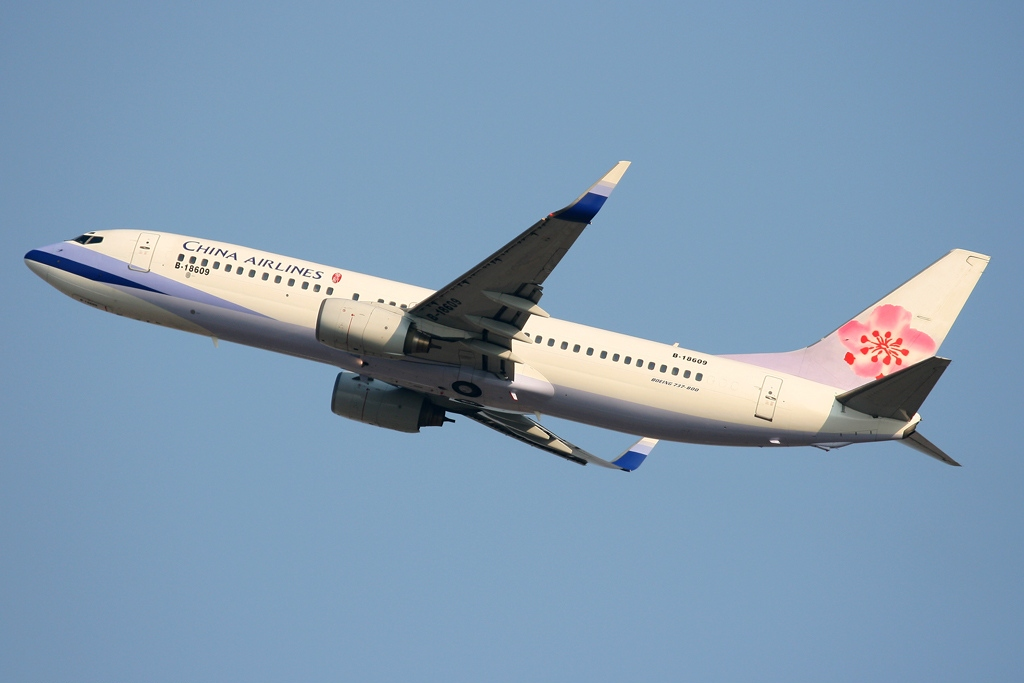
Boeing 737-800 der China Airlines

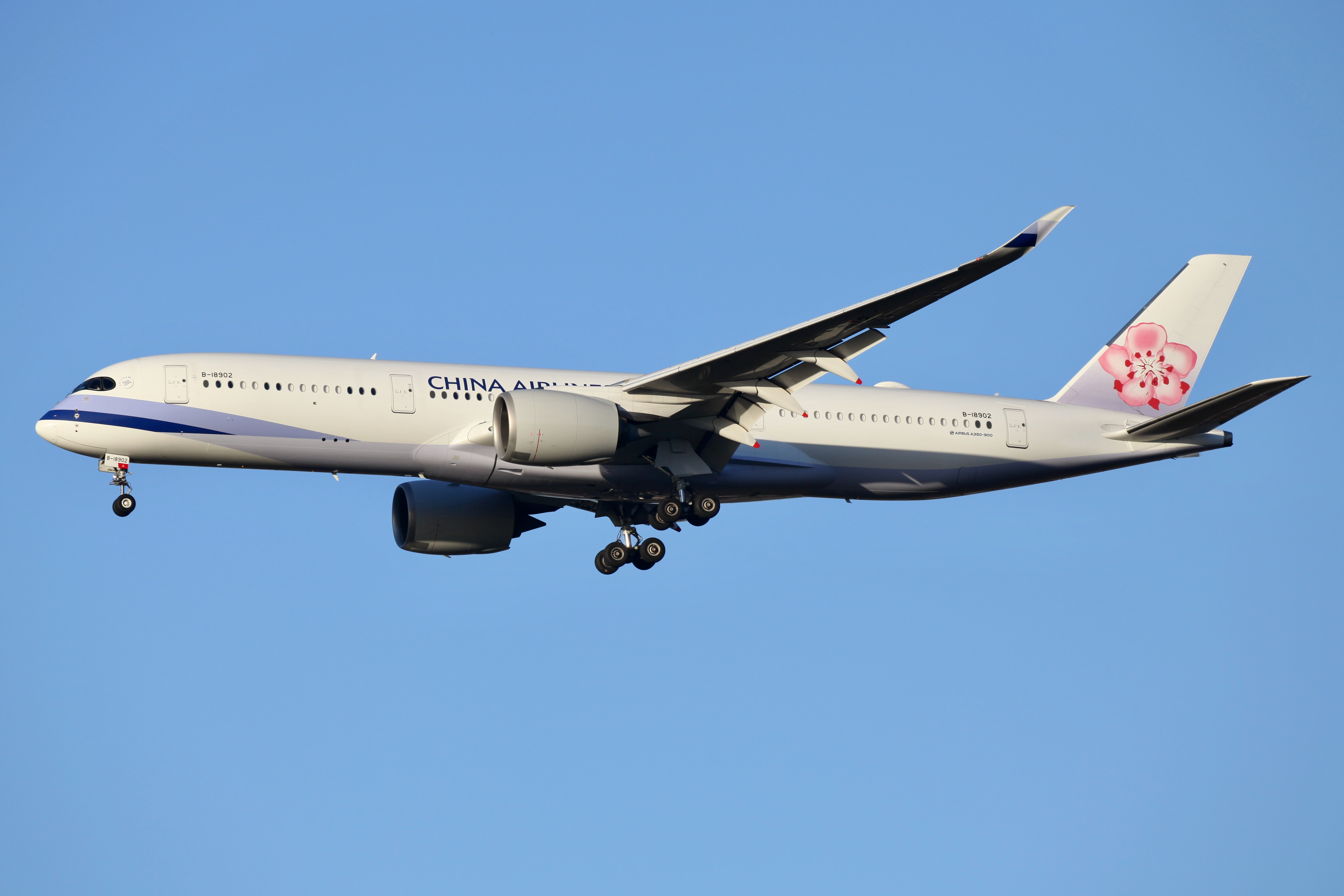
Airbus A350-900 der China Airlines, 2020

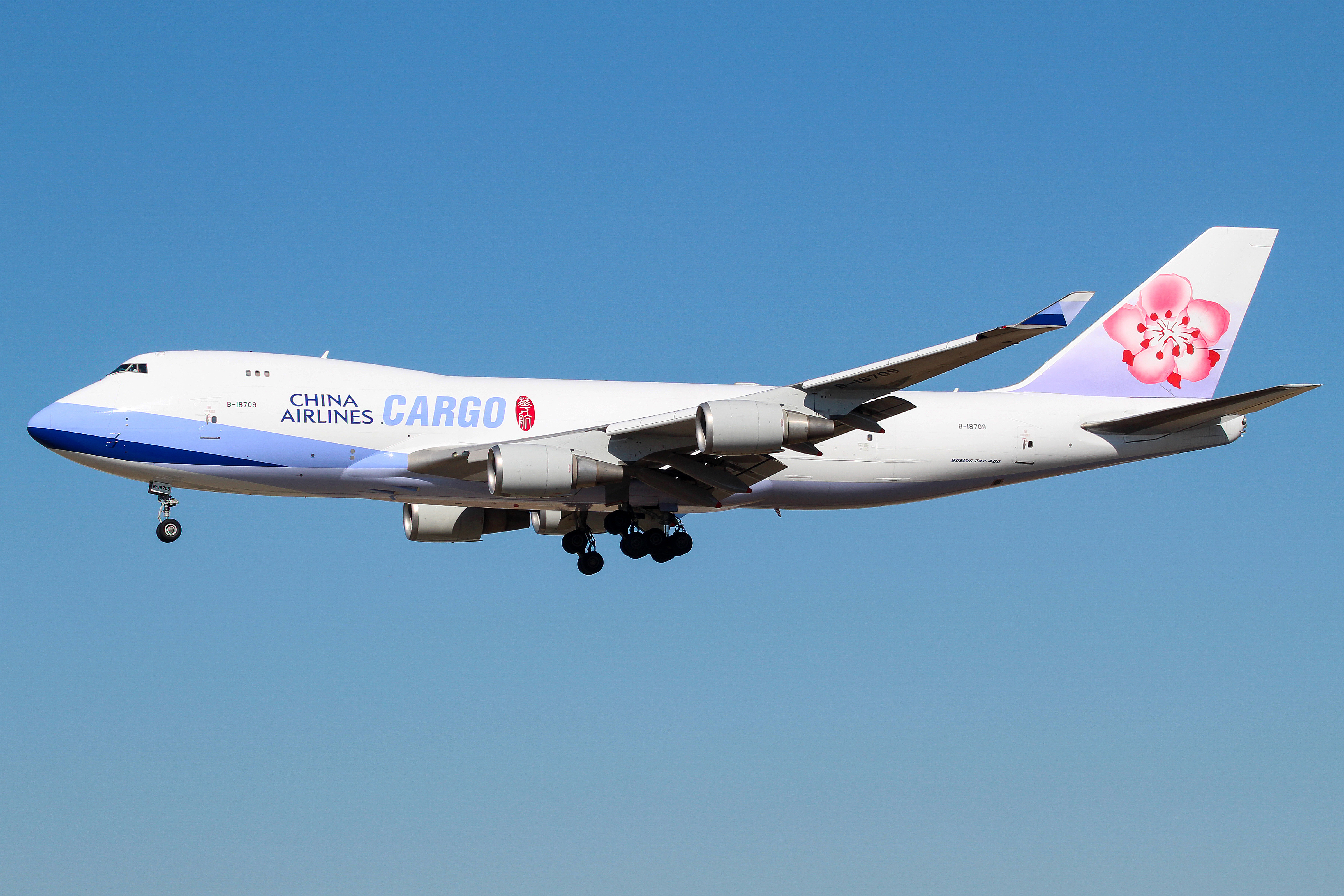
Boeing 747-400F der China Airlines Cargo

### Aktuelle Flotte
Mit Stand Dezember 2024 besteht die Flotte der China Airlines aus 82 Flugzeugen mit einem Durchschnittsalter von 9,5 Jahren:
| Flugzeugtyp      | Anzahl | bestellt | Anmerkungen                                                           | Sitzplätze (Business/Eco+/Eco) | Durchschnittsalter |
| ---------------- | ------ | -------- | --------------------------------------------------------------------- | ------------------------------ | ------------------ |
| Airbus A321neo   | 14     | 11       | einer inaktiv; 14 geleast; Ersetzen A330-300 und 737-800              | 180 (12/-/168)                 | 2,0 Jahre          |
| Airbus A330-300  | 16     |          | zwei inaktiv                                                          | 307 (30/-/277) 313 (36/-/277)  | 17,2 Jahre         |
| Airbus A350-900  | 15     |          |                                                                       | 306 (32/31/243)                | 7,3 Jahre          |
| Airbus A350-1000 |        | 10       | Auslieferung ab 2029                                                  | – Offen –                      |                    |
| Boeing 737-800   | 10     |          | eine inaktiv; mit Winglets ausgestattet; werden durch A321neo ersetzt | 158 (8/-/150) 161 (8/-/153)    | 9,2 Jahre          |
| Boeing 747-400F  | 08     |          |                                                                       | – Cargo –                      | 19,3 Jahre         |
| Boeing 777-300ER | 10     |          |                                                                       | 358 (40/62/256)                | 9,6 Jahre          |
| Boeing 777F      | 09     | 01       |                                                                       | – Cargo –                      | 2,3 Jahre          |
| Boeing 777-8F    |        | 04       | Auslieferung ab 2029                                                  | – Cargo –                      |                    |
| Boeing 777-9     |        | 10       | Auslieferung ab 2029                                                  | – Offen –                      |                    |
| Boeing 787-9     |        | 18       | ersetzen A330-300; Auslieferung ab 2025                               | – Offen –                      |                    |
| Boeing 787-10    |        | 06       | ersetzen A330-300                                                     | – Offen –                      |                    |
| Gesamt           | 82     | 60       |                                                                       |                                | 9,5 Jahre          |

### Aktuelle Sonderbemalungen
| Flugzeugtyp      | Luftfahrzeugkennzeichen | Bemalung                | Zeitraum            | Bild |
| ---------------- | ----------------------- | ----------------------- | ------------------- | ---- |
| Airbus A321neo   | B-18101                 | „Pikachu Jet CI“        | seit September 2022 |      |
| Airbus A330-200  | B-18311                 | „SkyTeam“               | seit Juni 2012      |      |
| Airbus A350-900  | B-18918                 | „Carbon Fibre / Airbus“ | seit Oktober 2018   |      |
| Boeing 777-300ER | B-18007                 | „Boeing“                | seit Mai 2016       |      |

### Ehemalige Sonderbemalungen

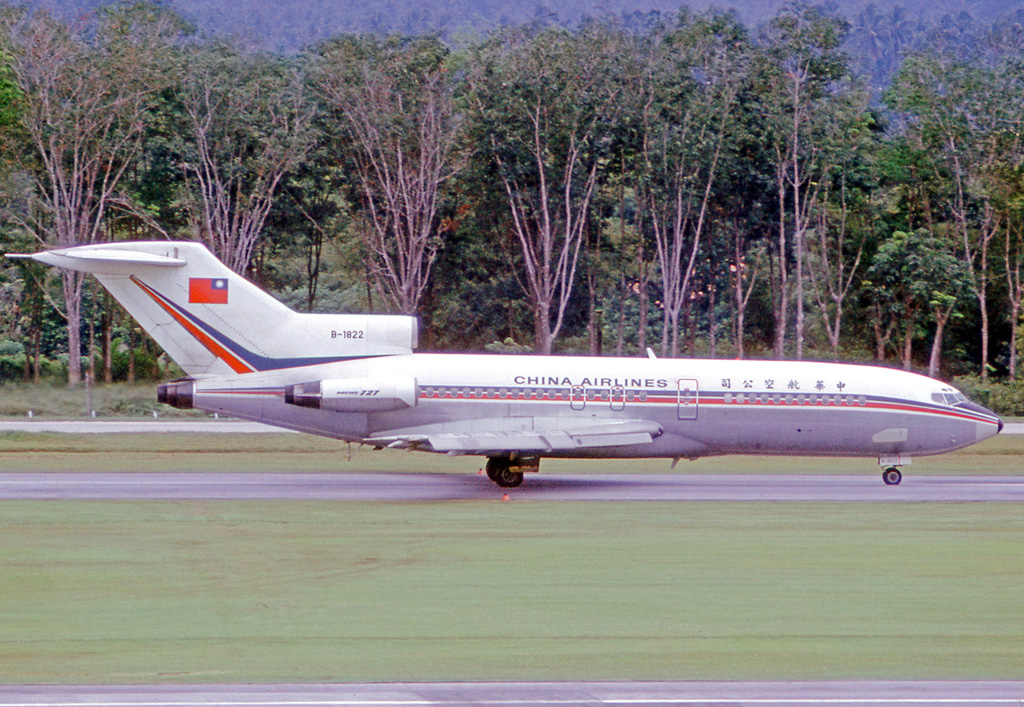
Boeing 727-100 der China Airlines, 1974

| Flugzeugtyp     | Luftfahrzeugkennzeichen | Bemalung           | Zeitraum                | Bild |
| --------------- | ----------------------- | ------------------ | ----------------------- | ---- |
| Airbus A330-200 | B-18311                 | „Taiwanese Fruits“ | Juni 2006 bis Juni 2012 |      |

### Ehemalige Flugzeugtypen

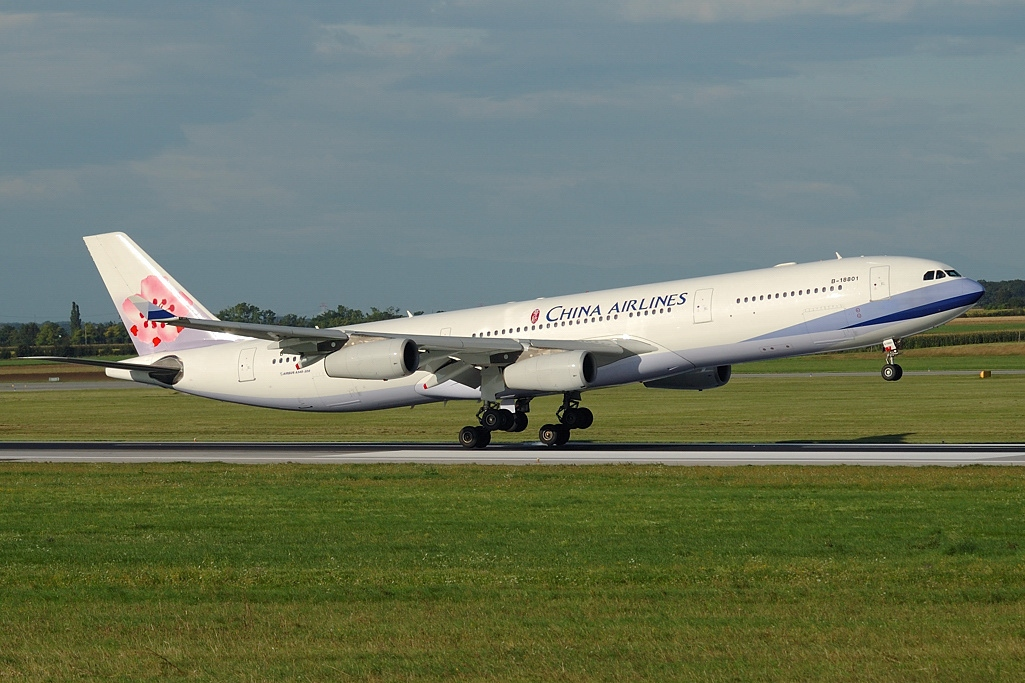
Airbus A340-313 der China Airlines, 2010

In der Vergangenheit setzte China Airlines bereits folgende Flugzeugtypen ein:
- Airbus A300B4-200/-600
- Airbus A320-200
- Airbus A340-300
- Boeing 707
- Boeing 727-100
- Boeing 737-200/-400
- Boeing 747-100/-200/SP
- Boeing 767-200
- Douglas DC-3
- Douglas DC-4
- Lockheed L-1049H Super Constellation
- McDonnell Douglas MD-11
- NAMC YS-11
- Sud Aviation Caravelle

## Zwischenfälle

### Unfälle
Weltweit zählt China Airlines zu den Fluggesellschaften mit den höchsten Unfallraten.
Von 1966 bis September 2023 kam es bei China Airlines zu 23 Totalverlusten von Flugzeugen, davon alleine 3 Boeing 747 „Jumbo Jet“. Bei 17 davon kamen 876 Menschen ums Leben. Auswahl:
- Am 28. April 1966 überdrehte an einer Curtiss C-46D-20-CU Commando der US-amerikanischen CIA-Fluggesellschaft Air America (gemietet von China Airlines) (illegales Luftfahrzeugkennzeichen: „CA-1“) beim Start vom Flugplatz Kontum (Vietnam) der Propeller Nr. 1 (links) mit rund 3000 rpm. Da bei etwa 80 Knoten kaum noch Startbahn übrig blieb und sich zu beiden Seiten davon Flugzeuge und Zelte der US-Streitkräfte befanden, fuhr der Kommandant das Fahrwerk ein und machte in einem geradeaus liegenden Feld eine Bauchlandung. Dabei wurde das Flugzeug irreparabel beschädigt. Alle Insassen überlebten den Unfall, jedoch wurden zwei Menschen am Boden getötet.[19]

- Am 25. Juli 1967 musste eine Douglas DC-3 der China Airlines, betrieben für die laotische Véha-Akat (XW-PDL) aufgrund schlechten Wetters am Flughafen Luang Prabang (Laos) in die Warteschleife einfliegen. Dabei kollidierte sie 25 Kilometer südöstlich des Zielflughafens mit den Bergen von Phou Pha Bon, wahrscheinlich aufgrund extrem starker Turbulenz in einem Gebiet heftiger Abwinde. Alle 16 Insassen, drei Besatzungsmitglieder und 13 Passagiere, kamen ums Leben. Das Wrack wurde erst am 28. Oktober 1967 gefunden, drei Monate nach dem Unfall.[20]

- Am 21. August 1967 stürzte eine Douglas DC-3 der China Airlines (B-1523) über dem südchinesischen Meer ab, wobei sechs der neun Insassen ums Leben kamen.[21][22]

- Am 24. Oktober 1967 stürzte eine Curtiss C-46D Commando (B-1541) in Vietnam ab, auf dem Flug von Phan Rang nach Pleiku. Alle 16 Menschen an Bord starben.[23]

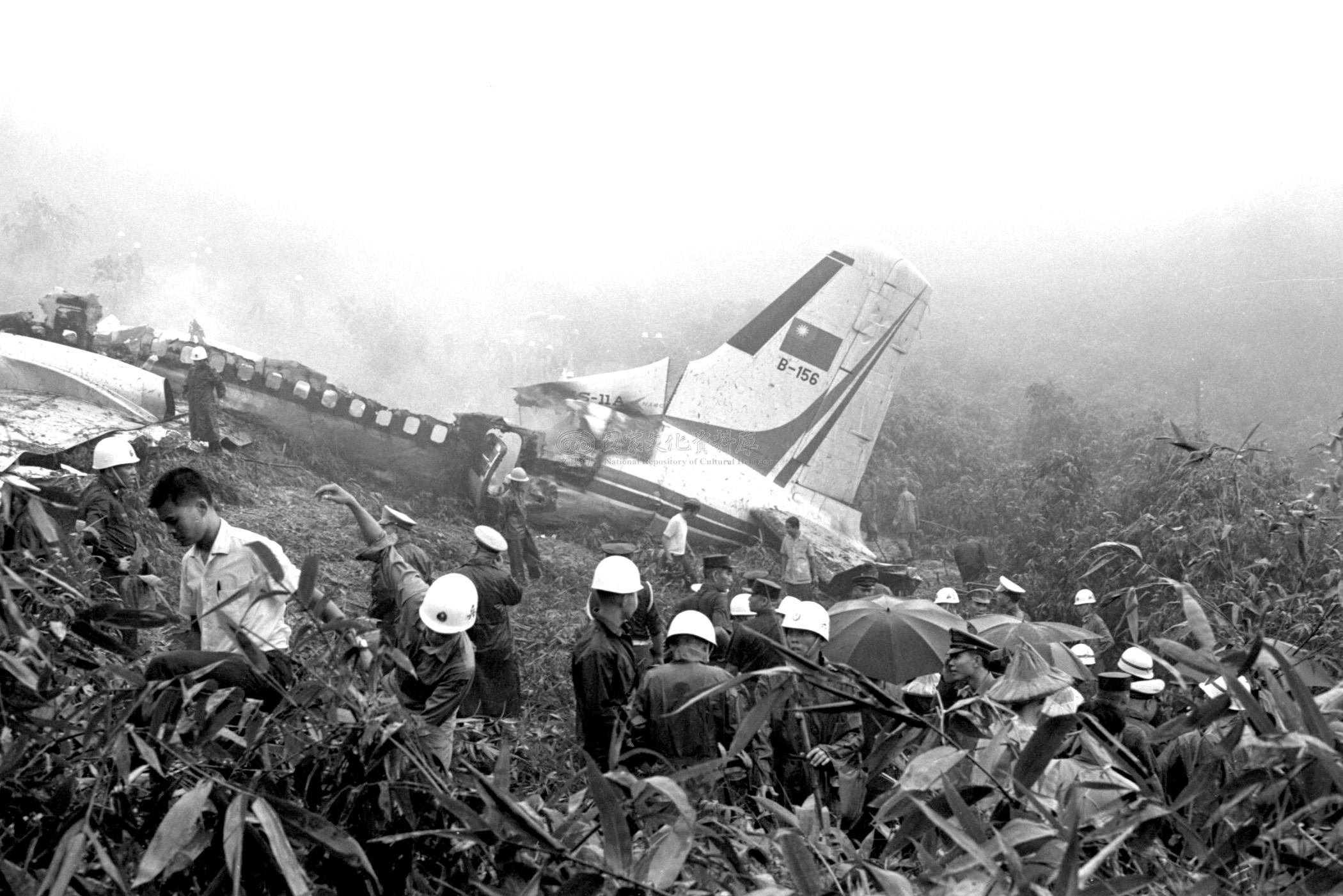
Die im August 1970 verunglückte NAMC YS-11 der China Airlines

- Am 2. Januar 1969 geriet eine Douglas DC-3/C-47A-10-DDK der China Airlines (B-309) im Sinkflug auf den Flughafen Kaohsiung (Taiwan) in einen sehr starken Abwind, kollidierte mit Bäumen und schlug in einer Höhe von 6420 Fuß (1950 Metern) in die Bergflanke des Mount Paku ein. Alle 24 Insassen, fünf Besatzungsmitglieder und 19 Passagiere, kamen ums Leben.[24]

- Am 12. August 1970 wurde eine NAMC YS-11 (B-156) beim Landeanflug auf Taipeh während dichten Nebels in einen Bambushain geflogen. Von den 31 Insassen starben 14.[25]

- Am 1. November 1970 wurde mit einer Curtiss C-46D Commando der China Airlines (B-1543), betrieben für Air Vietnam, auf einem Strand bei Qui Nhon (Südvietnam) eine Notlandung durchgeführt. Bei der nächsten Flut wurde das Flugzeug überspült und irreparabel beschädigt. Personen kamen nicht zu Schaden.[26]

- Am 21. November 1971 stürzte eine Sud Aviation Caravelle (B-1852) auf dem Weg von Taipeh nach Hongkong ins Meer, wobei alle 25 Insassen ums Leben kamen, 8 Besatzungsmitglieder und 17 Passagiere. Als mögliche Ursache gilt eine Bombenexplosion an Bord.[27]

- Am 29. Dezember 1973 setzte eine Douglas DC-3/C-53D-DO der China Airlines, betrieben für die US-amerikanische CIA-Organisation Air America (EM-3/B-1531), zu spät auf der Landebahn auf dem Flugplatz Dalat/Cam-Ly (Vietnam) auf. Um ein Überrollen des Bahnendes zu vermeiden, machte der fliegende Pilot einen Ringelpiez (Luftfahrt), an dessen Ende das Flugzeug auf einem sehr steilen Abhang zum Stehen kam. Das Flugzeug war erheblich beschädigt und wurde aufgrund von Berichten über Landminen an der Absturzstelle aufgegeben. Alle neun Insassen, drei Besatzungsmitglieder und sechs Passagiere, überlebten den Unfall.[28]

- Am 15. Juli 1974 wurde eine Douglas DC-4/C-54A-5-DC der taiwanischen China Airlines, vermietet an Air Cambodge (B-1811), auf dem  Flughafen Battambang (Kambodscha) irreparabel beschädigt. Über Personenschäden ist nichts bekannt.[29]

- Am 28. November 1974 wurde eine Douglas DC-4/C-54B-1-DC der China Airlines (B-1801), betrieben für Air Cambodge, in der Nähe von An Loc (Provinz Bình Phước, Südvietnam) abgeschossen. Die Maschine befand sich auf einem Flug vom Flughafen Phnom Penh zum Flughafen Kai Tak. Alle 3 Besatzungsmitglieder, die einzigen Insassen, kamen ums Leben.[30]

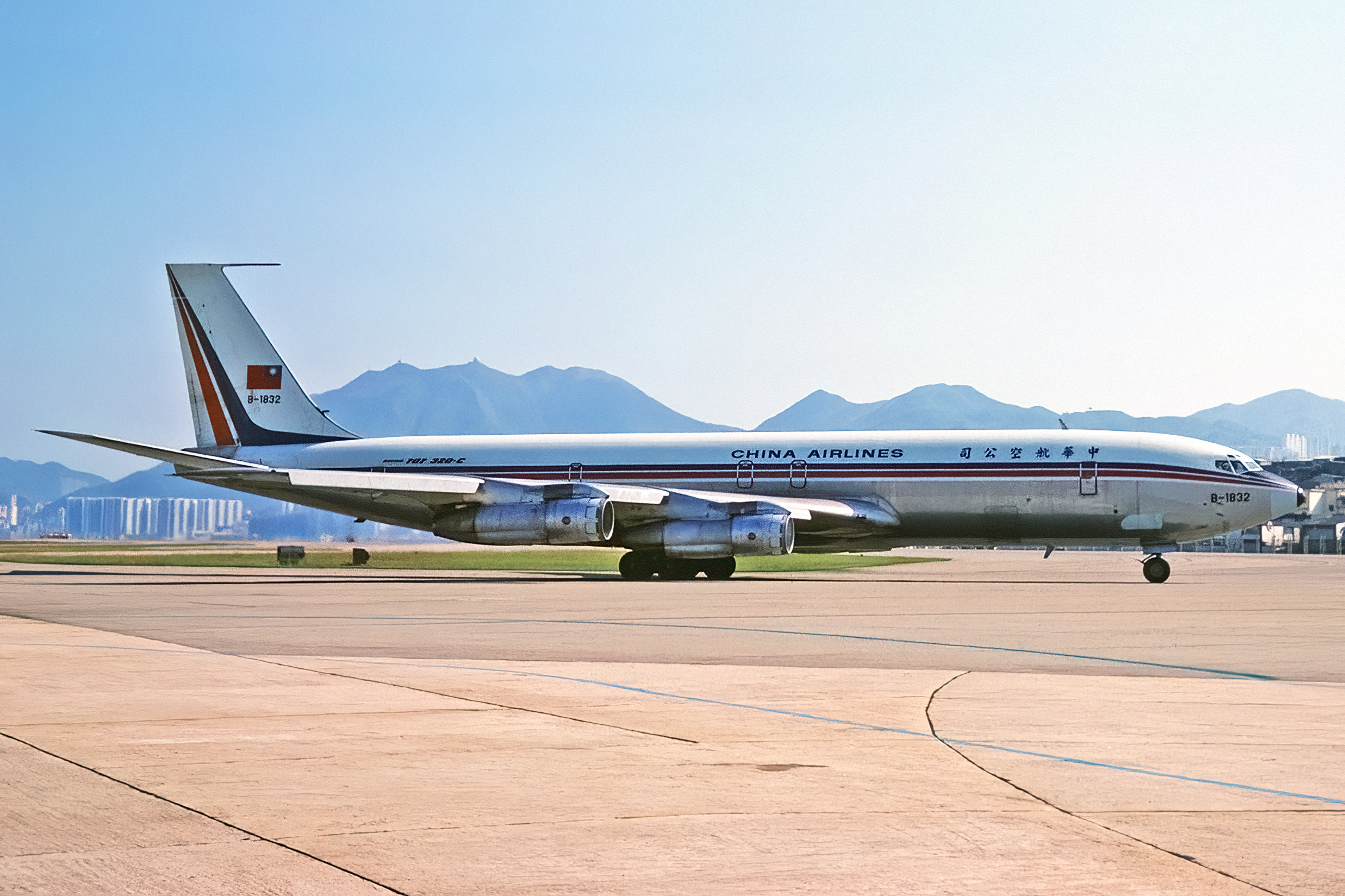
Boeing 707 der China Airlines, baugleich mit den 1979 und 1980 verunglückten Maschinen

- Am 26. März 1975 stürzte eine Douglas DC-3/C-47A-90-DL der China Airlines (B-1553) nach einer Flugzeugkollision in der Luft mit einer Cessna O-1 Bird Dog nahe dem Flughafen Kompong Som (Kambodscha) ab. Über Personenschäden ist nichts bekannt.[31]

- Am 11. September 1979 stürzte eine Boeing 707-324C der China Airlines (B-1834) kurz nach dem Start vom Flughafen Taipei-Chiang Kai-shek ins Meer. Unter den sechs Menschen an Bord des Trainingsfluges gab es keine Überlebenden (siehe auch Flugunfall einer Boeing 707 der China Airlines 1979).[32]

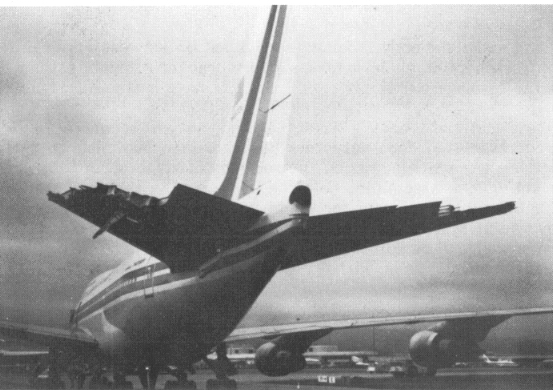
Die im Februar 1985 schwer beschädigte Boeing 747SP der China Airlines

- Am 27. Februar 1980 verunglückte eine weitere Boeing 707-309C der China Airlines (B-1826) bei der Landung auf dem Flughafen Manila, als sie vor der Landebahn aufsetzte und Feuer fing. Von 135 Insassen wurden bei diesem Zwischenfall 2 getötet (siehe auch China-Airlines-Flug 811).[33]

- Am 19. Februar 1985 verlor eine knapp zehn Stunden zuvor von Taipeh gestartete Boeing 747SP (N4522V) nach einem Triebwerksausfall und einem Pilotenfehler in knapp zwei Minuten fast zehn Kilometer Höhe und erreichte dabei nahezu Schallgeschwindigkeit. Das Flugzeug wurde dabei stark beschädigt, landete aber sicher auf dem nächstgelegenen San Francisco International Airport (siehe China-Airlines-Flug 006).[34][35]

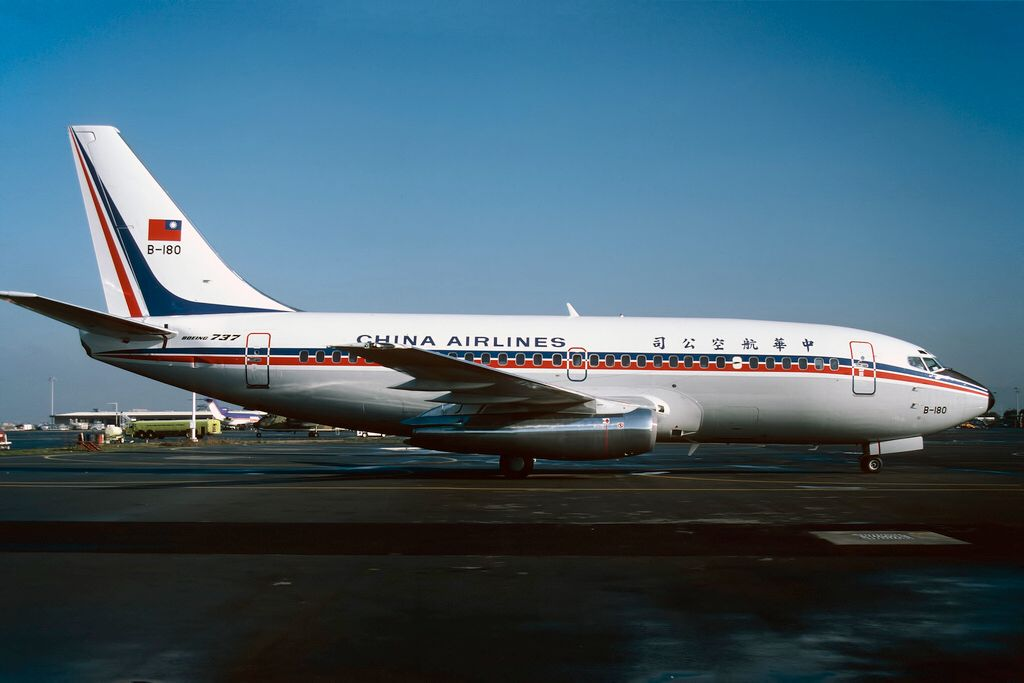
Die im Februar 1986 verunglückte Boeing 737-200 der China Airlines

- Am 16. Februar 1986 wurde eine von Taipeh kommende Boeing 737-281 (B-1870) beim Landeanflug 19 Kilometer vom Flughafen Magong entfernt ins Meer geflogen. Dabei kamen alle 13 Flugzeuginsassen ums Leben. Die Unfallart war ein gesteuerter Flug ins Gelände (CFIT; Controlled flight into terrain) (siehe auch China-Airlines-Flug 2265).[36]

- Am 26. Oktober 1989 wurde eine weitere Boeing 737-209 der China Airlines (B-180) drei Minuten nach dem Start vom Flughafen Hualien etwa 5,5 Kilometer nördlich davon in einer Höhe von etwa 2100 Metern gegen den Berg Chiashan geflogen. Dabei wurden alle 54 Flugzeuginsassen (7 Besatzungsmitglieder, 47 Passagiere) getötet. Als Unfallursache wurde ermittelt, dass die Piloten irrtümlich das falsche Abflugverfahren gewählt und statt einer Rechtskurve eine Linkskurve geflogen hatten. Die Unfallart war somit ein gesteuerter Flug ins Gelände (CFIT)(siehe auch China-Airlines-Flug 204).[37]

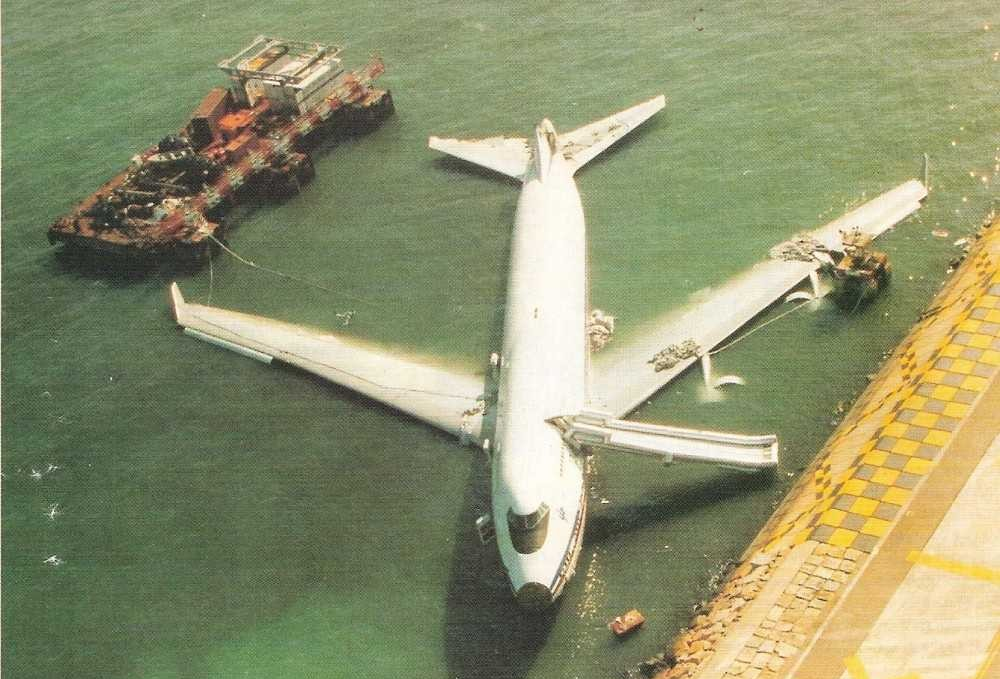
In Hongkong verunglückte Boeing 747-400 der China Airlines

- Am 29. Dezember 1991 stürzte eine Boeing 747-200F (B-198) auf dem Weg nach Anchorage kurz nach dem Start in Taipeh ab. Es wurde rekonstruiert, dass sich ein Triebwerk von der rechten Tragfläche gelöst und das zweite Triebwerk dieser Seite mitgerissen hat. Alle fünf Menschen an Bord starben (siehe China-Airlines-Flug 358).[38]

- Am 4. November 1993 verunglückte eine Boeing 747-400 (B-165) bei der Landung auf dem Flughafen Kai Tak in Hongkong während des Tropensturms Ira. Durch einen Pilotenfehler während des Bremsvorgangs unter schwierigen Bedingungen kam die Maschine nach links von der Landebahn ab und rutschte in das Becken des Victoria Harbour. Von den 396 an Bord befindlichen Personen erlitten 22 Verletzungen.[39]

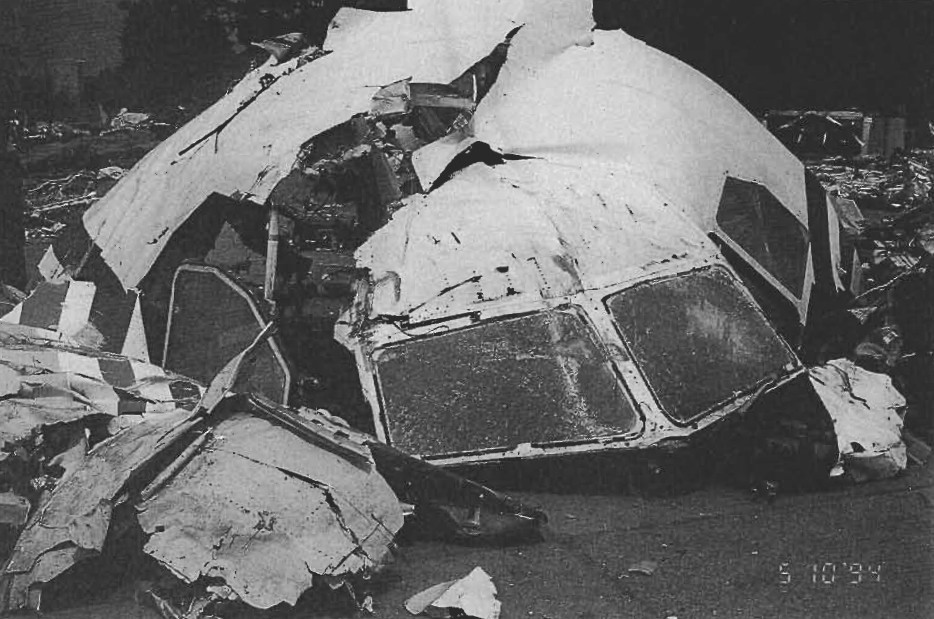
Der im April 1994 verunglückte Airbus A300 der China Airlines

- Am 26. April 1994 verunglückte ein Airbus A300-600R (B-1816) bei der Landung in Nagoya, nachdem die Piloten versehentlich den Modus für das Durchstarten aktiviert hatten. Beim Versuch, die Maschine kontrolliert zu landen, schlug sie neben der Landebahn auf und ging in Flammen auf. Von 271 Menschen an Bord kamen 264 ums Leben (siehe auch China-Airlines-Flug 140).[40]

- Am 16. Februar 1998 verunglückte erneut ein Airbus A300-600R (B-1814) beim Landeanflug auf Taipeh, nachdem es bei einem Durchstartmanöver zu einem Strömungsabriss kam. Alle 196 Menschen an Bord und sieben Personen am Boden kamen ums Leben (siehe China-Airlines-Flug 676).[41]

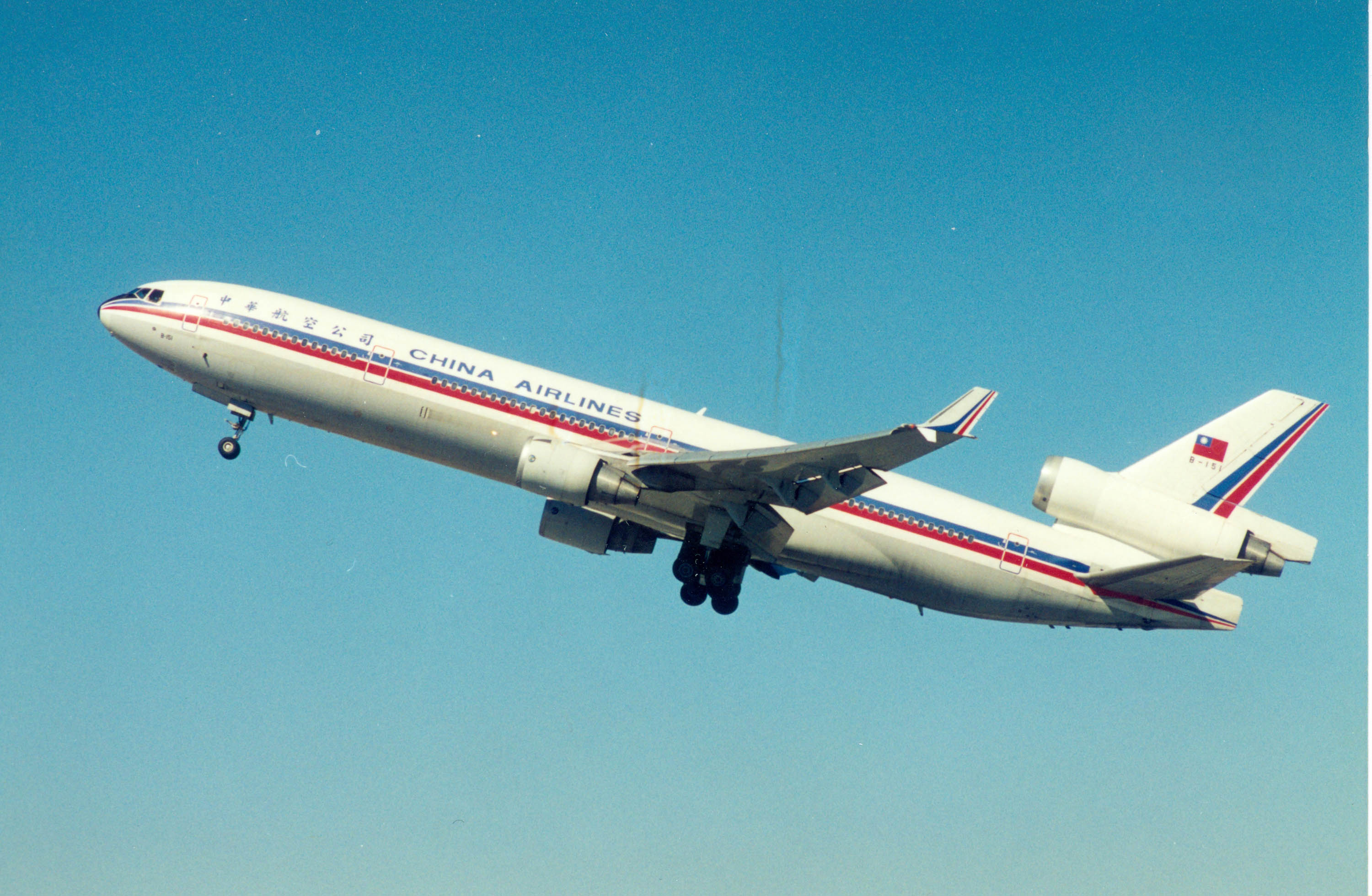
McDonnell Douglas MD-11 der China Airlines, 1995

- Am 22. August 1999 verunglückte eine McDonnell Douglas MD-11 der Mandarin Airlines (B-150) bei der Landung auf dem Hong Kong International Airport. Die Maschine setzte während schwerer Regenfälle und starker Windböen hart auf der Landebahn auf. Dabei berührte das rechte Triebwerk den Boden, wodurch das rechte Hauptfahrwerk sowie der rechte Flügel abgerissen wurden. Die Maschine rutschte von der Landebahn, überschlug sich und ging in Flammen auf. Von 315 Menschen an Bord überlebten 312 den Unfall (siehe China-Airlines-Flug 642).[42]

- Am 25. Mai 2002 verschwand eine Boeing 747-200 (B-18255) auf dem Weg von Taipeh nach Hongkong während des Steigflugs von den Radarschirmen, später wurden auf der Route Trümmer gefunden. Es wird angenommen, dass die Maschine im Flug auf Grund von Materialermüdung auseinandergebrochen ist. Ursache war möglicherweise eine unzureichend ausgeführte Reparatur eines Tailstrikes 22 Jahre zuvor. Alle 225 Menschen an Bord kamen ums Leben (siehe China-Airlines-Flug 611).[43]

- Am 20. August 2007 fing eine Boeing 737-800 (B-18616) von Taipeh nach Okinawa nach dem Einparken auf dem Flughafen Naha Feuer. Die Passagiere konnten unverletzt evakuiert werden, ein Angehöriger des Bodenpersonals und ein Besatzungsmitglied wurden leicht verletzt. Als Ursache des Unfalls gilt ein abgefallener Endanschlag in einer der Führungsschienen eines Vorflügels, der den Tank beim Einfahren des Vorflügels durchbohrte. Das auslaufende Kerosin entzündete sich schließlich und die Maschine brannte vollständig aus. Die Federal Aviation Administration und die Europäische Agentur für Flugsicherheit ordneten daraufhin Sonderkontrollen aller Maschinen des Typs Boeing 737 an (siehe auch China-Airlines-Flug 120).[44][45]

### Entführungen
Aufgrund der geographischen Nähe und politisch-ideologischen Opposition zur Volksrepublik China wurden Maschinen der China Airlines immer wieder dorthin entführt. Der bekannteste Zwischenfall ist die Entführung einer Frachtmaschine vom Typ Boeing 747-200F (B-198) auf dem China-Airlines-Flug 334 von Singapur nach Bangkok am 3. Mai 1986. Der taiwanesische Flugkapitän entführte die Maschine und ließ sie zum Flughafen Guangzhou-Baiyun (alt) umkehren, wo er überlief. Bei dem betroffenen Flugzeug handelte es sich dabei um dieselbe Maschine, die im Dezember 1991 abstürzte.